# Ivan Aguéli
Ivan Aguéli (né John Gustaf Agelii ; 24 mai 1869 - 1er octobre 1917), également connu sous le nom de Sheikh 'Abd al-Hadi Aqhili (arabe : شيخ عبد الهادی عقیلی) à la suite de sa conversion à l'Islam, est un peintre et penseur traditionaliste suédois.
Sa métaphysique, empreinte d'ésotérisme islamique, était influencée par Ibn Arabi et emprunte à diverses traditions ésotériques. Après avoir vécu à Stockholm, il s'installe à Paris dans les années 1890 ; il vivra également au Caire et à Colombo (Sri Lanka). Aguéli est également connu pour avoir initié René Guénon au soufisme et éveillé son intérêt pour l'Islam vers 1910. Durant cette période, il fonde la Société Al Akbariyya de Paris.
Son œuvre de peintre peut être décrite comme une forme d'impressionnisme ; elle exerça une influence importante sur l'art contemporain suédois.

## Biographie

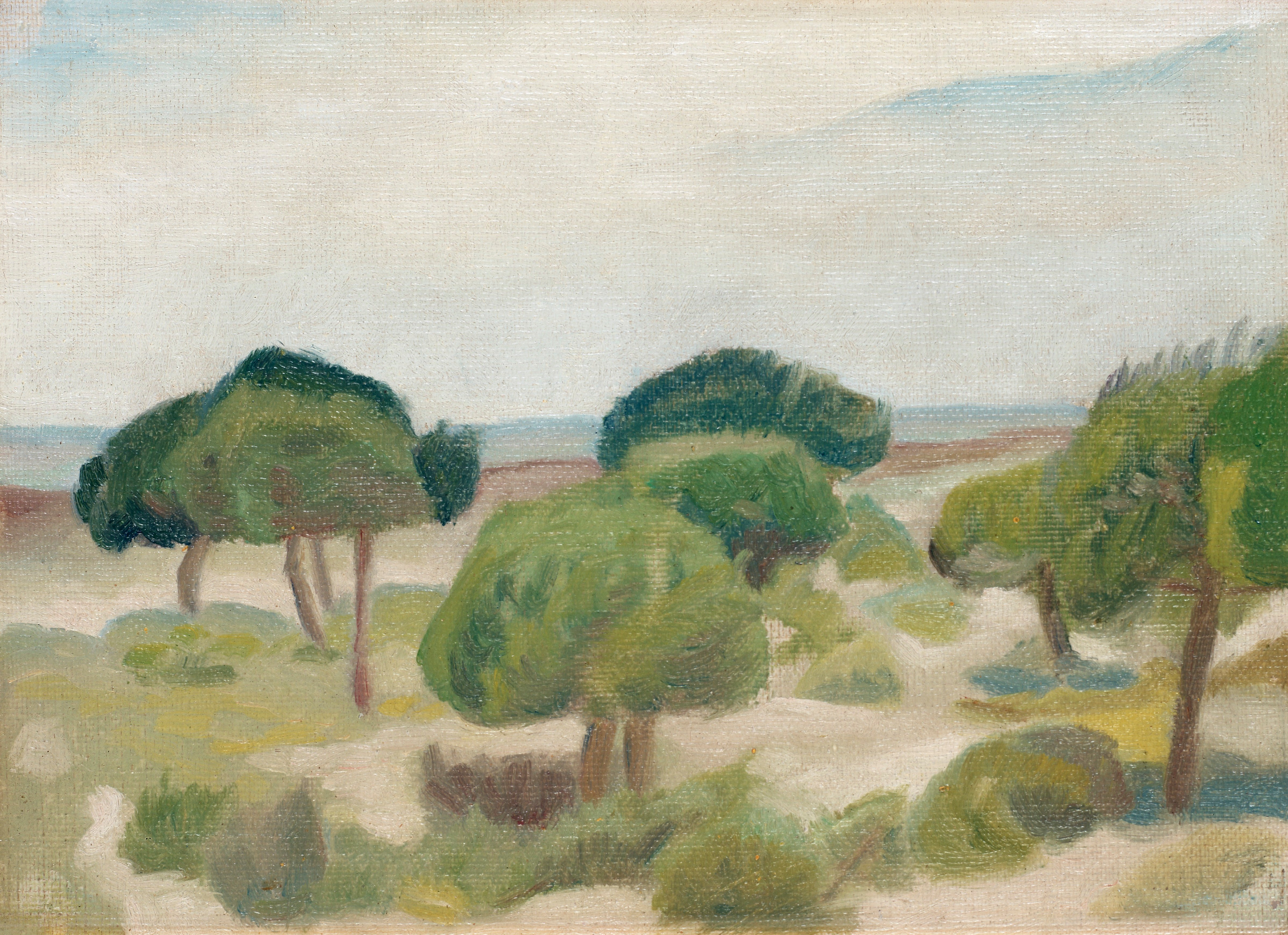
Paysage

John Gustav Agelii est né le 24 mai 1869 à Sala, ville suédoise située dans la région du Vastmanland, à 129 km de Stockholm. Son père était vétérinaire. Élève moyen, il abandonna ses études à la fin du niveau secondaire.
En 1889, âgé de 20 ans, il découvrit la passion du dessin et de la peinture lors d'un voyage dans l'île de Gotland, située dans la mer Baltique. Il manifesta un réel talent dès ses premières œuvres, et fut encouragé par les peintres suédois Richard Bergh (1858-1919) et Anders Zorn. Le jeune Agelii se rendit alors à Paris, où il rencontra le père Tanguy (1825-1894), célèbre marchand de couleurs et de tableaux de l'époque, proche du milieu de l'impressionnisme, ami de Van Gogh, Renoir, Manet entre autres. Grâce à son intervention, il fut admis dans l'atelier du peintre Émile Bernard (1868-1941), membre de l'École de Pont-Aven. C'est alors qu'il prit le pseudonyme Ivan Aguéli comme nom d'artiste.
Parallèlement à sa vocation artistique, il commença à s'intéresser aux divers centres d'intérêt alors en plein développement, à savoir le courant spiritualiste et la mouvance anarchiste. Ainsi fut-il admis au sein de la branche française de la Société théosophique, parrainé par Émile Bernard, qui en était un membre actif. Il rencontra également des membres des milieux anarchistes, dont certains étaient proches de la jeunesse artistique (ce qui lui causera quelques ennuis par la suite, comme il sera précisé plus loin).
En 1891, de retour en Suède, il fréquenta la Société des artistes de Stockholm. Il peignit des paysages et composa des « poèmes en couleurs », inspirés de l’œuvre de Baudelaire (1821-1867).
Fin 1892, il revint à Paris et se lia avec Marie Huot, une militante socialiste anarchisante, qui défendait également la cause des animaux. Arrêté pour avoir hébergé chez lui un anarchiste recherché par la police, il fut incarcéré plus d'une année à la prison Mazas, célèbre établissement pénitentiaire parisien du XIXe siècle.
C'est durant cette période qu'il entreprit l'étude de l'hébreu et de l'arabe, et commença à s'intéresser aux civilisations orientales. Libéré en septembre 1894, il se rendit en Égypte, au Caire, où il vécut durant quelques mois. Il peignit des paysages et des portraits d'indigènes.
Durant l'été 1895, il rentra à Paris. Il consacra de plus en plus de temps à l'ésotérisme et à la métaphysique, sans toutefois se détourner complètement de son œuvre artistique : lecture des ouvrages de Fabre d'Olivet, Villiers de l'Isle-Adam, Denys l'Aréopagite, Swedenborg (qui lui laissa une forte impression), etc. Parallèlement, il étudia en profondeur les langues hébraïque, arabe et hindoustani à l'École des langues orientales (Langues O). Son professeur d'arabe classique, l'orientaliste Joseph Derenbourg (1811-1895), lui fit découvrir certains aspects de l'Islam à travers un écrit de l'exégète musulman Al Baidawi Abdallah Ibn Omar, La lumière du Livre révélé et les secrets de l'exégèse.
En décembre 1896, il regagna la Suède à la suite du décès de son père. Il revint à Paris en juillet 1897. C'est à cette époque semble-t-il, selon son biographe Axel Gauffin, qu'il se convertit à l'Islam, ce qui ne l'empêcha pas d'étudier le bouddhisme, de se rendre en Inde et à Colombo, à Ceylan (aujourd'hui Sri Lanka) en 1898 et 1899.
Il écrit des chroniques d'art novatrices – notamment pour la découverte des cubistes – dans l'Encyclopédie contemporaine illustrée, revue créée par le mari de son amie Marie Huot, de 1896 à 1913.
Pour subvenir à ses besoins matériels, sa mère lui versait régulièrement une pension à Paris, que lui faisait suivre sa compagne anarchiste, dont il a été question plus haut, restée à Paris. Mais celle-ci, qui ne partageait pas sa passion orientaliste et pour les voyages, décida un jour de ne plus lui envoyer d'argent. Bientôt privé de ressources, Ivan dut interrompre son séjour en Asie et rentrer en France, avant de repartir pour Colombo, où il resta jusqu'en 1900.
C'est à Paris, en 1901, qu'il fit la connaissance d'un jeune médecin italien, Enrico Insabato, qui nourrissait, comme lui, le vœu de rapprocher l'Orient et l'Occident. Idéalistes tous deux, ils rêvaient d'une sorte d'alliance entre les peuples musulmans, asiatiques et européens. Afin de travailler à ce vaste projet, ils se rendirent ensemble en Égypte, où ils publièrent deux journaux arabo-italiens, Il Commercio Italiano et Il Convito, dans lesquels Ivan Aguéli, sous la signature de Sheikh'Abd al-Hadi'Aqili, publia de nombreux articles, ainsi que des traductions, en italien, de traités ésotériques islamiques.
C'est vers 1907, selon Paul Chacornac, qui dans sa biographie de René Guénon consacre plusieurs pages à Ivan Aguéli, que ce dernier, durant un séjour en Égypte, rencontra Sheikh Abder-Rahman Elîsh El-Kebîr (1849-1921) (Le serviteur du (Dieu) grand), très célèbre dans le monde musulman, fils du restaurateur du rite malikite, un des chefs de l'Université al-Azhar du Caire.
Il fut initié au taçawwuf (soufisme), devenant ainsi Sheikh'Abd al-Hadi'Aquili (en français Abdul-Hâdi), et aussi mokaddem, c'est-à-dire le représentant de la tarîqa chadhiliyya, habilité à recevoir des disciples, et à leur transmettre l'initiation. Quelques années plus tard, René Guénon sera l'un d'eux.
Début 1909, après un énième retour en France, il commença à se plaindre d'une surdité naissante, mais cela ne l'empêcha pas de poursuivre ses travaux sur l'Islam ésotérique et exotérique.
C'est vers la fin de 1910 qu'il fait la connaissance de René Guénon, qui dirige alors la revue La Gnose, dans laquelle il publie des articles sous le pseudonyme Palingénius. Ils sympathisent, et Abdul Hadi commence à collaborer à la revue, pour laquelle il rédige plusieurs articles, de décembre 1910 à janvier 1912. Il adresse la revue notamment à Apollinaire, qui lui consacre un article dans le Mercure de France en 1912.
En 1913, il visita la Touraine et peint des paysages du Val de Loire. En 1914, il se rend une dernière fois en Égypte, où il consacre beaucoup de temps à peindre paysages et personnages – surtout des visages – égyptiens.
En 1915, durant la Première Guerre mondiale donc, les autorités anglaises le suspectent d'être un agent à la solde des Ottomans, et l'expulsent d'Égypte. Se retrouvant en Espagne et manquant de ressources financières, il ne peut retourner en Suède.
Il reste à Barcelone, où il peint jusqu'à sa fin tragique, survenue le 1er octobre 1917 : devenu complètement sourd, et alors qu'il traversait une voie ferrée, il n'entend pas l'arrivée d'un train, et est grièvement blessé. Il décède peu après son transport à l'hôpital,.

## Militant de la cause animale
Le 4 juin 1900, aidé par la poétesse et militante Marie Huot, Ivan Aguéli attaque deux matadors à coups de revolver à l'occasion d'une corrida illégalement donnée à Deuil en région parisienne, attaque qui s’inscrit dans un mouvement d’opposition à la tauromachie qui touche les milieux républicains radicaux depuis les années 1850. Un des deux matadors est blessé sans gravité, et cette attaque mène Ivan Aguéli en prison, prison que ses connivences anarchistes lui ont déjà fait connaître. Il sera libéré après quelques semaines de préventive à la prison de Pontoise.

### Ouvrages en suédois
Plusieurs ouvrages, se rapportant à Ivan Aguéli et à son œuvre, tant picturale que métaphysique, ont été rédigés en suédois, sa langue maternelle.
- Kurt Almqvist ; I tjänst hos det enda - ur René Guénons verk, Natur & Kultur, 1977.
- Kurt Almqvist ; Ordet är dig nära. Om uppenbarelsen i hjärtat och i religionerna, Delsbo, 1994.
- Hans-Erik Brummer ; Ivan Aguéli, Stockholm, 2006.
- Gunnar Ekelöf ; Ivan Aguéli, 1944.
- Axel Gauffin ; Ivan Aguéli - Människan, mystikern, målaren I-II, Sveriges Allmänna Konstförenings Publikation, 1940-41.
- Viveca Wessel ; Ivan Aguéli - Porträtt av en rymd, 1988.

### Ouvrages en français
- Abdul-Hadi (John Gustav Agelii dit Ivan Aguéli), Écrits pour la Gnose, comprenant la traduction de l'arabe du Traité de l'unité, Éditions Archè, 1988.

- Paul Chacornac, (1884-1964) La vie simple de René Guénon, Éditions Traditionnelles, Paris 1957, dont les pages 43-49 de la réédition de 1996 sont consacrées à Ivan Aguéli. Références  (ISBN 2-7138-0028-5)
- Mahdî Brecq, « Nouveaux éclairages sur Ivan Aguéli », in Cahiers de l’Unité. Revue d’études des doctrines et des méthodes traditionnelles n° 8, 2017, pp. 37-53.
- Mahdî Brecq, « Nouveaux éclairages sur Ivan Aguéli (II) – Aguéli entre Occident et Orient (suite & fin) », in Cahiers de l’Unité. Revue d’études des doctrines et des méthodes traditionnelles n° 9, 2018, pp. 31-68.
- Mahdî Brecq, « Nouveaux éclairages sur Ivan Aguéli (III) », in Cahiers de l’Unité. Revue d’études des doctrines et des méthodes traditionnelles n° 11, 2018, pp. 37-63.

## Exposition
- « Klee/Aguéli », 16 janvier – 24 avril 2016, Moderna Museet, Stockholm, sous la direction de Fredrik Liew.